# Протеї
Протеї або протейові (Proteidae) — родина хвостатих земноводних. Тіло довжиною 16—43 см видовжене з двома парами дуже слабких ніг і довгим хвостом, облямованим плавниковою складкою. Протягом усього життя мають зовнішні зябра. Живуть у прісних водоймах. Живляться безхребетними. Розмножуються, відкладаючи яйця.

## Систематика
Існує два роди протеїв:
- Європейський протей (Proteus, 1 вид). Європейський протей (Proteus anguinus) живе в підземних водах Південної Європи (в підземних печерах Словенії, Хорватії). Має непігментоване тіло, зябра яскраво-червоні, очі під шкірою, на передніх лапах по 3, на задніх — по 2 пальці.

- Американський протей (Necturus, 5 видів) трапляється у водоймах східної частини США і півдня Канади. Забарвлення мінливе — коричнево-червоне або сіре з чорними плямами, очі маленькі, малопомітні, кінцівки з 4 пальцями. Деякі зоологи вважають, що протеї є неотенічними личинками давніх саламандр, що втратили здатність до метаморфозу.
  - Алабамський протей (Necturus alabamensis),
  - Береговий протей (Necturus beyeri),
  - Річковий протей (Necturus lewisi),
  - Американський протей звичайний (Necturus maculosus),
  - Карликовий протей (Necturus punctatus).